# Guadalupe Mountains National Park
Guadalupe Mountains National Park er en nationalpark i delstaten Texas, USA. Parken blev etableret 30. september 1972, og er på 349 km². Den vigtigste naturattraktion i nationalparken er ørken- og prærielandskabet som er karakteristisk for staterne mod sydvest. Parken ligger i Guadalupe Mountains i Vest-Texas, 40 kilometer syd for Carlsbad Caverns National Park i New Mexico. 
Det højeste punkt i parken er Guadalupe Peak; med sine 2.667 moh. er bjerget det højeste punkt i Texas. I Chihuahuaørkenen i parken ligger også det karakteristiske bjerg El Capitan som i lang tid blev benyttet som landemærke af rejsende langs ruten fra Fort Smith i Arkansas til San Francisco i Californien.
Parken indeholder flere etablerede stier for vandring og ridning. Turen til toppen af Guadalupe Peak består af  en stigning på 910 meter, og stien snirkler sig gennem fyr- og douglasgranskove og giver et spektakulært udsyn over El Capitan og Chihuahuaørkenen.
Ud over  ørken og prærie omfatter parken også et tredje økosystem: den frodige og maleriske kløft McKittrick Canyon fyldt med lønnetræer af slægten acer grandidentatum. Om efteråret fremstår dalen som en stærk kontrast til den omliggende ørken, med de store lønnetræer i flammende farver. 
Der findes også et forstenet rev fra permtiden. En sti gennem dalen leder ind til en stenhytte fra 1930'erne, tidligere fritidshus for oliegeologen Wallace Pratt som skænkede jorden til nationalparken.